# رولان گوسف
رولان گوسف (روسی: Ролан Александрович Гусев؛ زادهٔ ۱۷ سپتامبر ۱۹۷۷) بازیکن فوتبال اهل ترکمنستان است.
وی همچنین برندهٔ جوایزی همچون نشان دوستی شده‌است.
از باشگاه‌هایی که در آن بازی کرده‌است می‌توان به باشگاه فوتبال آرسنال کی‌یف، باشگاه فوتبال دینامو مسکو، باشگاه فوتبال دنیپرو، و باشگاه فوتبال زسکا مسکو اشاره کرد.
وی همچنین در تیم‌های ملی فوتبال زیر ۲۱ سال روسیه و روسیه بازی کرده‌است.